# باعزيز بن عمر
الشيخ باعزيز بن عمر أو عبد العزيز بعزي مدرس وكاتب ومصلح جزائري من أعضاء جمعية العلماء المسلمين الجزائريين.

## حياته
ولد الشيخ باعزيز في قرية آث حماد الواقعة في عرش إعزوزن دائرة أزفون ولاية تيزي وزو عام 1324هـ/1906م، درس على يد والده القرآن ومبادئ العلوم، ثم انتقل إلى زاوية عبد الرحمن اليلولي المشهورة في بلاد القبائل، ومنها إلى قسنطينة ليلتحق بدروس الإمام ابن باديس ويلازمه حتى وفاته رحمه الله، سافر بعدها إلى تونس بنية الدراسة في جامع الزيتونة لكنه ما لبث أن عاد بعد فترة وجيزة.
كان الشيخ باعزيز مطالعا شغوفا ماجعله يتقن اللغة الفرنسية كتابة ونطقا إضافة إلى اهتمامه الكبير بتاريخ وتراث المنطقة وحياة مفكريها وعلماءها حتى صار فيما بعد مرجعا في التاريخ والتراث وتراجم الأعلام.

### مع جمعية العلماء المسلمين الجزائريين

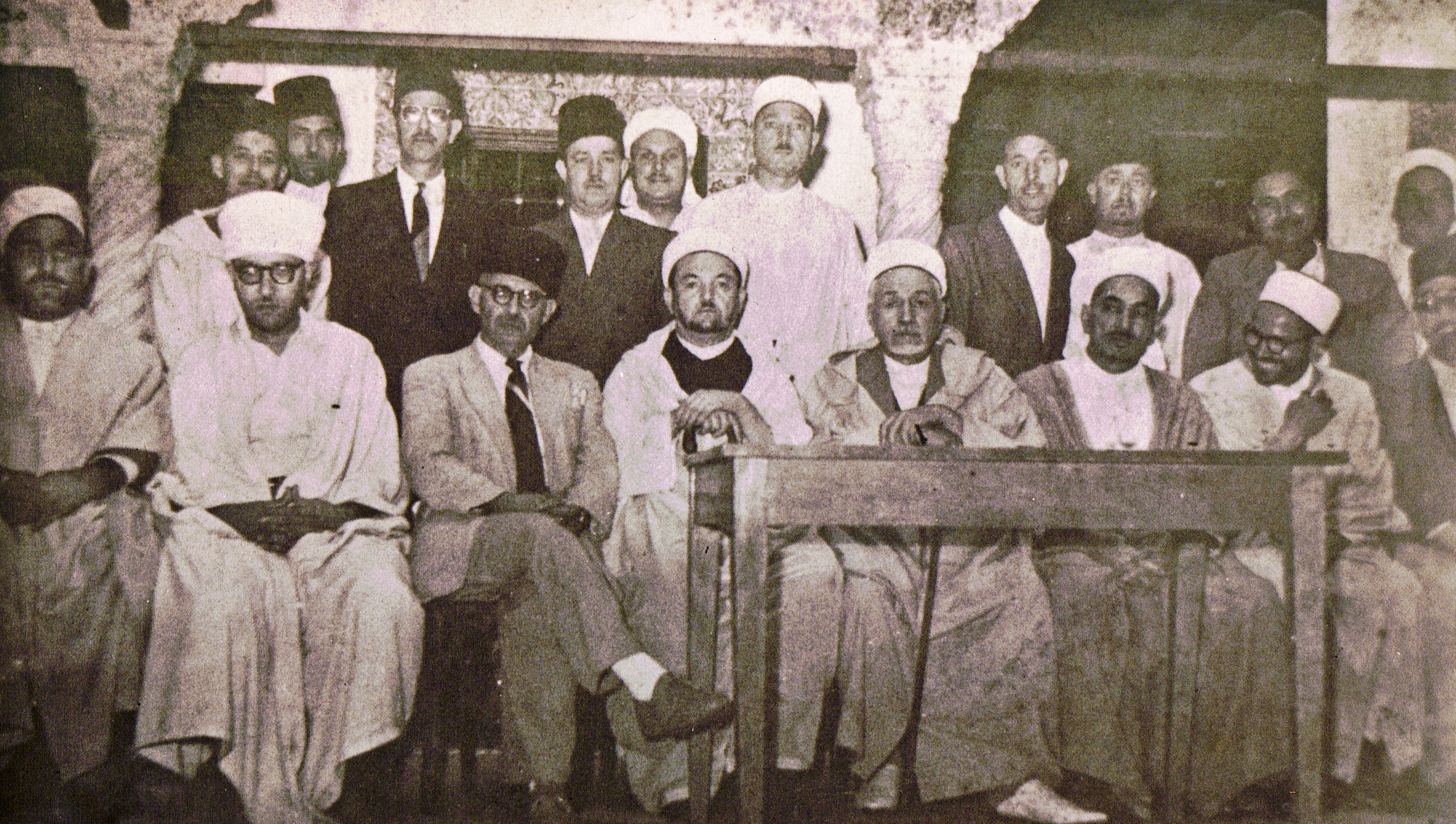
المجلس الإداري لجمعية العلماء - 1949. (الجلوس، من اليمن إلى الشمال) أحمد بوشمال، عبد اللطيف سلطاني، محمد خير الدين، محمد البشير الإبراهيمي (نائب الرئيس)، العربي التبسي، أحمد توفيق المدني، عباس بن الشيخ الحسين، نعيم النعيمي، (الوقوف من خلف) مجهول، حمزة بوكوشة، أحمد سحنون، عبد القادر المغربي، الجيلالي الفارسي، أبو بكر الأغواطي، أحمد حماني، باعزيز بن عمر، مجهول، احمد الحيطاني.

منذ تأسيس الجمعية في 5 ماي 1931م كان الشيخ باعزيز باعتباره أحد تلامذة الشيخ عبد الحميد أحد المؤسسين ثم أحد الأعضاء الفاعلين، فامتهن التعليم والصحافة في إطار جمعية العلماء، فكان مدرسا ناجحا في مدرسة الشبيبة بالعاصمة التي كان يديرها شاعر الجمعية محمد العيد آل خليفة، ومن زملائه في التدريس بها عبد الرحمن الجيلالي، فرحات بن الدراجي، الهادي السنوسي. واشتهرت كتاباته في صحف وجرائد الجمعية والتي كان يمضيها باسم مستعار: «الفتى الزواوي».
كتب الشيخ الإبراهيمي يصفه:
| باعزيز بن عمر | الأستاذ باعزيز بن عمر من تلامذة الأستاذ النابغين عصامي ، كاتب جزل الأسلوب وصاف بارع رافق قلمه النهضة في عنفوانها ، فحامى عنها وناضل وكان له في ميدانها جولات.. | باعزيز بن عمر |

## الإنتاج الفكري
ترك الشيخ باعزيز تراثا فكريا زاخرا مبثوثا في ثنايا جرائد ومجلات جمعية العلماء المسلمين الجزائريين، قدر بنحو 500 مقالة، فضلا عن مؤلفات مخطوطة عديدة منها:
- كتاب دروس الأخلاق والتربية الوطنية في أربعة أجزاء؛

كما تكفل الأستاذ إسماعيل زكري بنشر بعضها بعد وفاة مؤلفها، وهي على التوالي:
- الجزائر الثائرة (مسرحية تاريخية) صدر سنة 2003، عن وزارة الثقافة.
- رحلتي إلى البقاع المقدسة، منشورات المجلس الإسلامي الأعلى سنة 2005م.
- من ذكرياتي عن الإمامين، عبد الحميد بن باديس ومحمد البشير الإبراهيمي، منشورات الحبر، 2006م بالجزائر.

## وفاته
توفي الشيخ باعزيز بن عمر يوم الجمعة 18 جمادى الأولى 1397هـ الموافق لـ 6 مايو 1977م.